# Democratic Unionist Party
De Democratic Unionist Party (Nederlands: Democratische Unionistische Partij) is een van de twee grotere unionistische politieke partijen in Noord-Ierland, Verenigd Koninkrijk. De partij is in 1971 opgericht door Ian Paisley.  Sinds 2024 is Gavin Robinson partijleider.  
Als unionistische partij is de DUP voorstander van volledige integratie van Noord-Ierland in het Verenigd Koninkrijk. De DUP is eurosceptisch en sociaal conservatief, en heeft traditioneel sterke banden met bepaalde protestantse kerken, met name de Free Presbyterian Church of Ulster. In de 21e eeuw werd deze relatie minder hecht.
De DUP was van 2004 tot 2022 de grootste partij in de Assemblee voor Noord-Ierland en leverde als zodanig de eerste-minister.  In oktober 2006 sloot de DUP een akkoord (St Andrews Agreement) met de Iers nationalistische partij Sinn Féin. Beide partijen vormen sindsdien een regeringscoalitie in Noord-Ierland.
Van 2017 tot 2019 was de DUP in het Britse Lagerhuis de gedoogpartner voor de Conservatieve partij en had daarmee in verhouding veel invloed op de Brexit-onderhandelingen. De DUP verzet zich heftig tegen maatregelen als het Noord-Ierse Protocol (2019) die leiden tot een uitzonderingspositie van Noord-Ierland binnen het Verenigd Koninkrijk als gevolg van Brexit.
Sinds de verkiezingen voor de Noord-Ierse Assemblee van 5 mei 2022 heeft de DUP niet meer de grootste fractie in de Assemblee, en levert ook niet meer automatisch de eerste minister.  De DUP weigerde na deze verkiezingen mee te werken aan het vormen van een nieuwe regionale regering. Pas in februari 2024 werd er een akkoord bereikt. De DUP wees Emma Little-Pengelly aan als vice-eerste minister naast Sinn Féin eerste minister Michelle O'Neill. 
Bij de Britse Lagerhuisverkiezingen van 4 juli 2024 verloor de DUP drie van haar acht zetels; de partij heeft daarmee ook niet meer de grootste Noord-Ierse fractie in het parlement van het Verenigd Koninkrijk.

## Geschiedenis

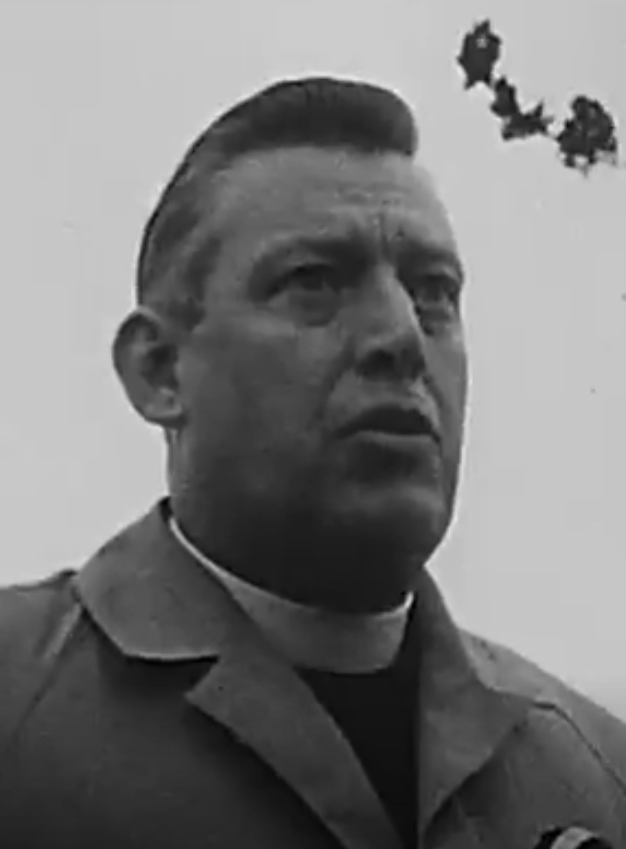
DUP oprichter Ian Paisley, 1970

De Democratische Unionistische Partij werd in 1971 tijdens de beginjaren van The Troubles opgericht door de radicale dominee Ian Paisley, Desmond Boal en andere leden van de Protestant Unionist Party. De DUP was meer Ulster-loyalistisch dan de Ulster Unionist Party (UUP), en wilde van geen compromis weten. Het onverzettelijke karakter van de partij werd
vaak toegeschreven aan de onzekerheden van de Ulster-protestantse arbeidersklasse.
Paisley werd in 1979 voor het eerst verkozen als parlementslid van het Europees Parlement. Hij behield zijn zetel tijdens elke Europese verkiezing tot 2004, en stelde zich altijd zeer anti-Europees op. In 2004 werd Paisley's zetel vervuld door DUP-parlementslid Jim Allister. In 2016 steunde de partij de campagne voor een Brexit.
De DUP heeft zetels in het House of Commons of the United Kingdom. Vanaf haar oprichting heeft de partij bij elke verkiezing van de Noord-Ierse Assemblee zetels gewonnen. De DUP was gedurende de jaren 70 en 80 de belangrijkste tegenhanger van de UUP, die toen de grootste unionistische partij was. De grootste opponent van de DUP is Sinn Féin, een nationalistische partij met van oudsher veel steun in het katholieke deel van de bevolking. Qua electoraat is de Traditional Unionist Voice de grootste rivaal van de DUP.

## Politiek

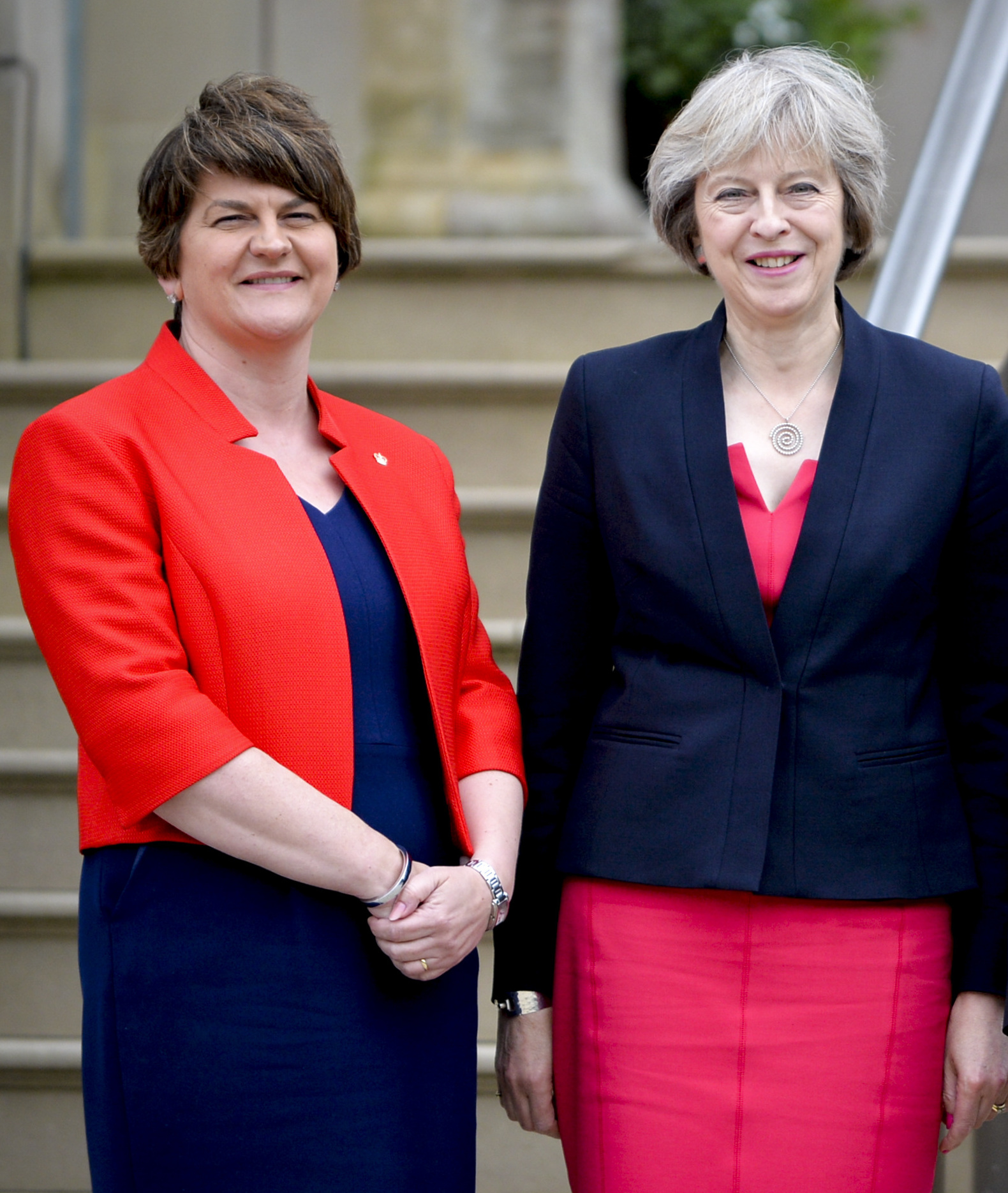
DUP leider en first minister Arlene Foster met Britse premier Theresa May

De Democratische Unionistische Partij is een conservatieve partij en wordt gerekend tot de eurosceptische Britse partijen.
Toen de conservatieve partij van Theresa May bij de Britse Lagerhuisverkiezingen van 2017 haar meerderheid verloor, sloot DUP partijleider Arlene Foster de "confidence and supply deal" met de premier. Deze deal hield in dat de DUP de conservatieven steunden in hun begroting maar dat over andere punten in het parlement gestemd  zou worden. Hiermee was de deal losser dan een formele coalitie. De partij stelde harde eisen aan de samenwerking met de conservatieven. Wanneer deze eisen niet ingewilligd zouden worden, dreigde het de regering van May ten val te laten brengen. Zo bedong de DUP  binnen de deal  zowel financiële steun voor Noord-Ierland als het terugdraaien van de bezuiniging op de pensioenen in het VK, zoals opgenomen in het Manifesto van de Conservatieven. Verder wilde de partij dat Noord-Ierland na de Brexit een open grensverkeer zou behouden met de Ierse republiek en dat Noord-Ierland geen andere behandeling zou krijgen dan de rest van het Verenigd-Koninkrijk.

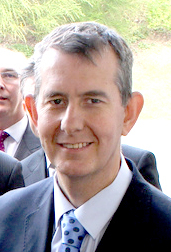
DUP leider Edwin Poots

Bij de Lagerhuisverkiezingen van 12 december 2019 behaalden de Conservatieven onder May's opvolger Boris Johnson een meerderheid waardoor ze niet meer afhankelijk waren van de steun van de DUP.

### Leiderschapscrisis van 2021
Onvrede binnen de DUP over de positie van Noord-Ierland na Brexit, de legalisering van abortus en de acceptatie van wetgeving ter bescherming van de Ierse taal in Noord-Ierland leidden in mei 2021 uiteindelijk tot het aftreden van Arlene Foster. Zij werd op 28 mei 2021 opgevolgd door Edwin Poots, die de leiderschapsverkiezingen met twee stemmen verschil won van Jeffrey Donaldson, de fractieleider van de DUP in het Lagerhuis. Een aantal prominente leden van de DUP verliet de partij uit protest tegen de gang van zaken rond het vertrek van Foster en de verkiezing van Poots.

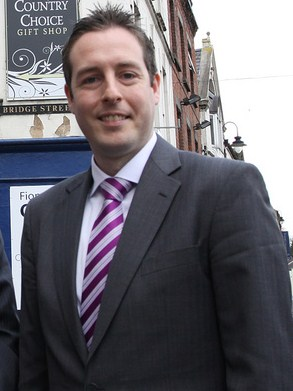
DUP first minister Paul Givan

Op 17 juni 2021 nomineerde Poots tijdens een zitting van de Noord-Ierse Assemblee zijn voormalige adviseur Paul Givan als eerste minister, met Michelle O'Neill van Sinn Féin als vice-eerste minister. De Assemblee keurde beide nominaties goed. Een meerderheid van de DUP afgevaardigden in de Assemblee had zich echter in een intern overleg uitgesproken tegen de voordracht van Givan. Dit had onder andere te maken met onvrede over de afspraken betreffende de Ierse taal die Poots met Sinn Féin had gemaakt om hun instemming met de benoeming van Givan te krijgen Poots maakte daarop bekend te zullen aftreden als partijleider; hij zou in functie blijven tot er een opvolger was gekozen.
Op 26 juni 2021 werd Jeffrey Donaldson  door de  assemblee- en lagerhuisleden  van de DUP gekozen als de nieuwe leider en enkele dagen later door de partijleiding formeel in die functie bevestigd; hij was de enige kandidaat. Donaldson gaf aan ook eerste minister van Noord-Ierland te willen worden. Hij zou zich zo snel mogelijk kandidaat stellen voor de Noord-Ierse Assemblee en zijn zetel in het Lagerhuis opgeven. Givan zou dan aftreden als eerste minister.

### Assembleeverkiezingen van 2022

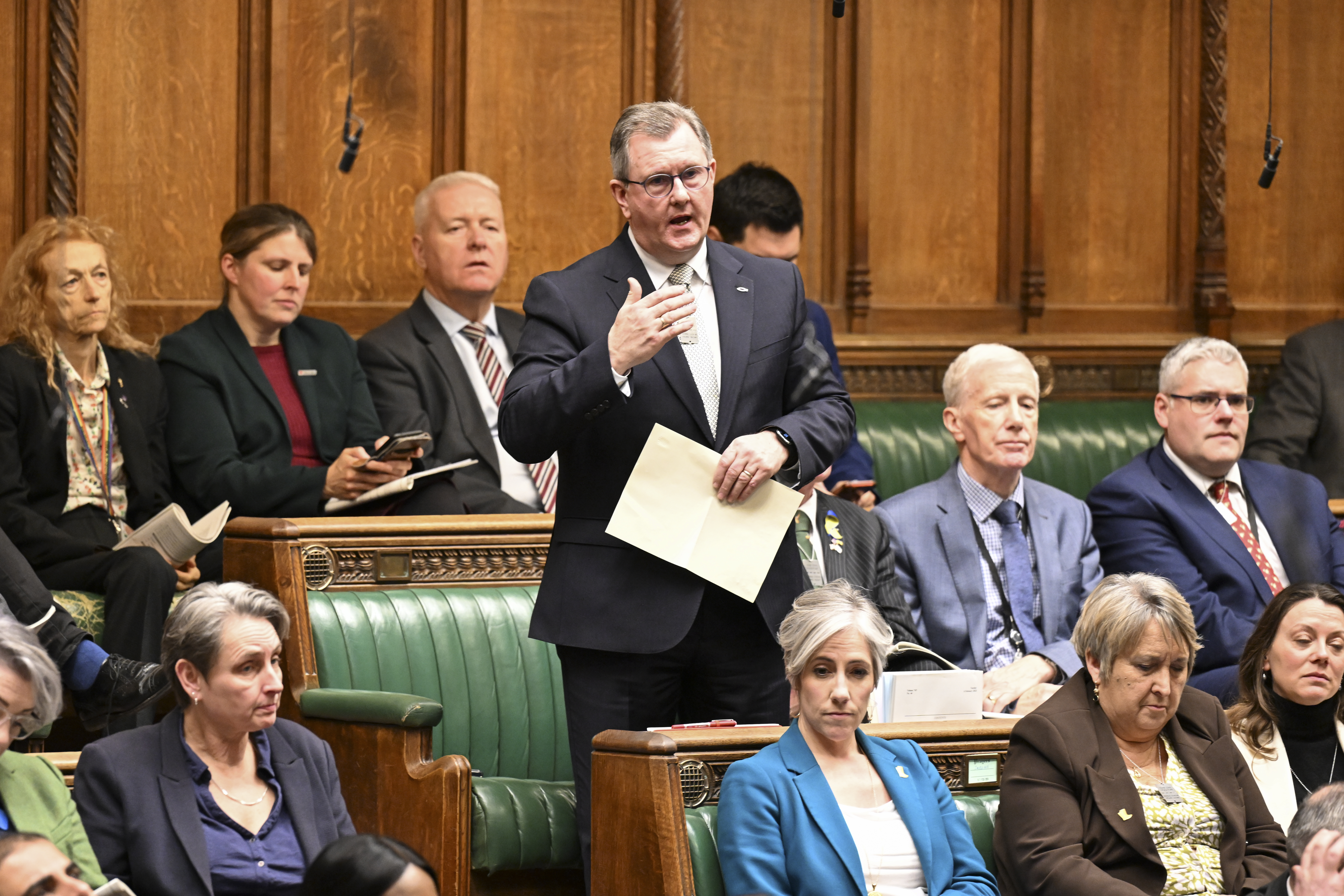
DUP leider Jeffrey Donaldson in het Lagerhuis, 2024.

Op 3 februari 2022 maakte eerste minister Paul Givan, zijn aftreden bekend. Hij gaf aan ontslag te nemen uit protest tegen het Noord-Ierse Protocol dat heeft geleid tot een douane- en regelgevingsgrens tussen de EU en het Verenigd Koninkrijk in de Ierse Zee, waardoor Noord-Ierland binnen het Verenigd Koninkrijk een uitzonderingspositie inneemt. Conform het Goedevrijdagakkoord betekende Givans aftreden ook het aftreden van de vice-eerste minister namens Sinn Féin, Michelle O'Neill. Partijleider Donaldson verklaarde dat in zijn mening de kiezers zich nu over het protocol zouden moeten kunnen uitspreken.

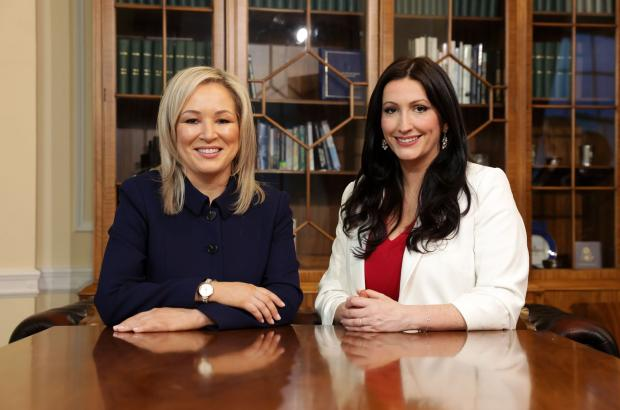
DUP vice first minister Emma Little-Pengelly (rechts) met Sinn Féin first minister Michelle O'Neill, 2024.

Bij de verkiezingen voor de Noord-Ierse Assemblee op 5 mei 2022 ging de DUP van 28 naar 25 zetels. Voor het eerst sinds de onafhankelijkheid van Ierland had een nationalistische partij (Sinn Feín) met 27 zetels de grootste fractie in de Assemblee. Dit betekende dat de DUP niet meer automatisch de eerste minister mocht leveren. Partijleider Donaldson werd gekozen in het kiesdistrict Lagan Valley maar besloot zijn zetel in de Assemblee niet te aanvaarden omdat hij dan het Lagerhuis moeten verlaten, en minder invloed zou hebben op het Britse beleid inzake het Noord-Ierse protocol. Een week na de verkiezingen verklaarde de DUP dat zij niet zou meewerken aan de verkiezing van een voorzitter van de Assemblee. Dit maakt het functioneren van het regionale parlement en het vormen van een regionale regering onmogelijk. De DUP verklaarde deze blokkade pas op te heffen als de Britse regering het Noord-Ierse protocol eenzijdig opzegde.
Pas begin 2024 kwam het tot een akkoord over een nieuwe Noord-Ierse regering. De DUP nomineerde Emma Little-Pengelly als vice-eerste minister, naast eerste minister Michelle O’Neill van Sinn Féin. Het was de eerste keer in de geschiedenis van Noord-Ierland dat een unionist vice-eerste minister werd, en een nationalist eerste-minister.  Er was enige kritiek op het feit dat Little-Pengelly vice-eerste minister werd terwijl ze zelf niet in de Assemblee was gekozen; ze was door de DUP aangewezen als assembleelid toen Donaldson weigerde om zijn zetel in te nemen.

### Aftreden Donaldson

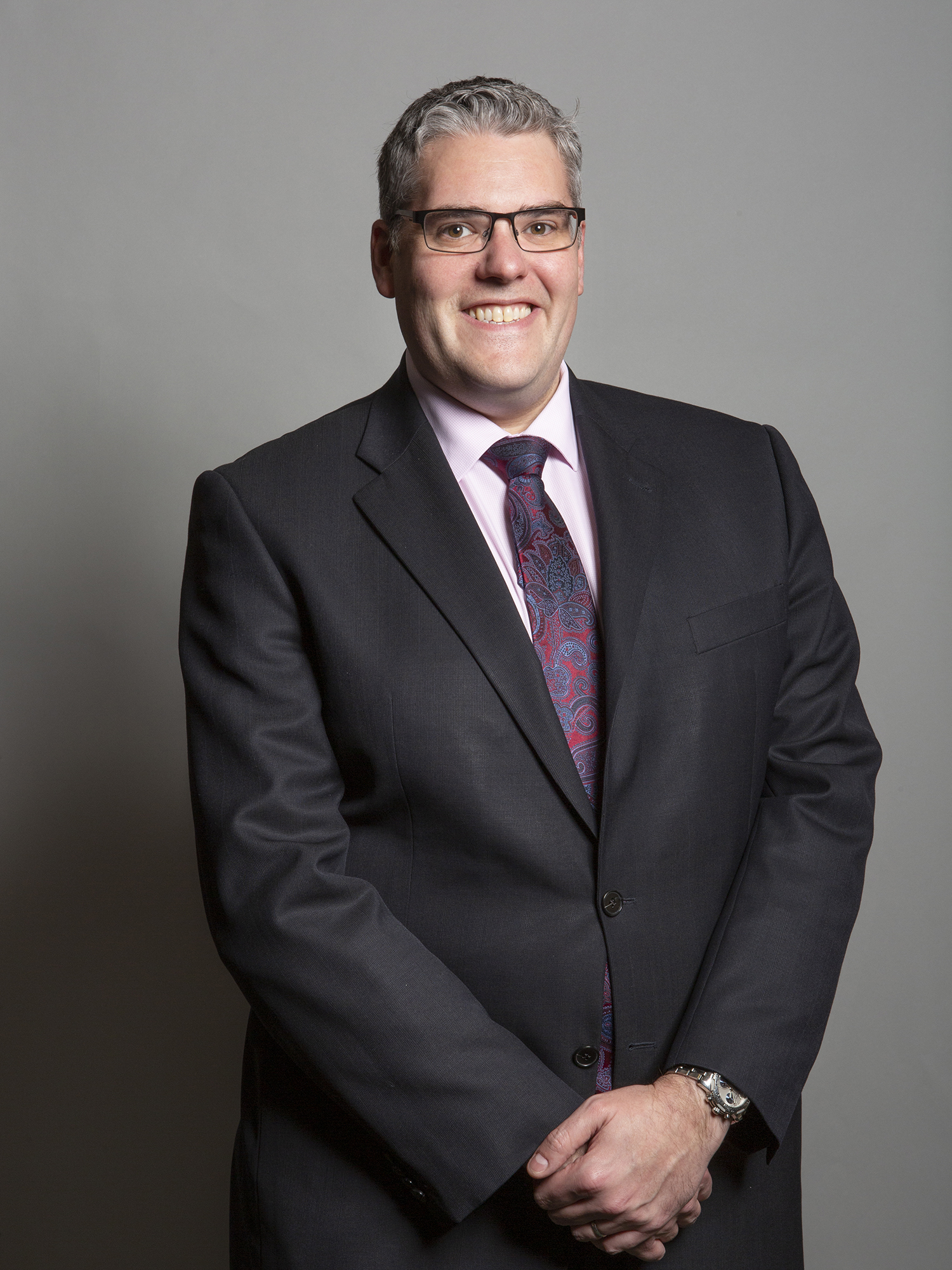
DUP leider Gavin Robinson.

Op 29 maart 2024 trad Donaldson af als partijleider nadat hij was gearresteerd op verdenking van seksuele misdrijven uit het verleden. De DUP benoemde Lagerhuislid Gavin Robinson, voormalig burgemeester van Belfast, tot zijn vervanger. Donaldson stelde zich niet herkiesbaar bij de Lagerhuisverkiezingen van 4 juli 2024. 
Bij deze verkiezingen verloor de partij drie van haar acht zetels, waaronder die voor het voormalige district van Jeffrey Donaldson. Hiermee was niet meer de DUP maar Sinn Féin de grootste Noord-Ierse fractie in het Lagerhuis. Sinn Féin kiest er echter voor geen zitting te nemen in het Lagerhuis.

## Standpunten

#### Unionisme
De DUP wordt ook wel de Ulster unionisten genoemd, omdat ze zich inzetten voor het behoud van de politieke unie tussen Engeland, Wales, Schotland en Noord-Ierland die samen het Verenigd Koninkrijk vormen. De partij is hierdoor ook tegen een verenigd Ierland en verdedigt de Britse nationaliteit en de Ulster Protestantse cultuur. De DUP is daarnaast tegen het Iers nationalisme en republicanisme. De partij is voor rechten van de Oranjeorde, waar veel DUP leden ook lid van zijn. In het kader van de verdediging van de Britse nationaliteit is de partij voor het uithangen van de Britse vlag bij alle overheidsgebouwen het hele jaar. Volgens de DUP moet in Noord-Ierse overheidsfinanciering steun voor de Ierse cultuur niet domineren. Daarnaast heeft de partij lange tijd wetten geblokkeerd die de Ierse taal zouden moeten beschermen.

#### Euroscepticisme en Brexit
De DUP wordt gerekend tot de eurosceptische Britse partijen. In 2016 steunde de partij dan ook de campagne voor een Brexit, maar stelde in 2017 tegen een harde Brexit te zijn. Ook verzette de partij zich tegen een aparte status van Noord-Ierland binnen het Verenigd Koninkrijk. Verder was de DUP voorstander van het behouden van de Common Travel Area en wil het gemakkelijk handel kunnen blijven drijven met de Europese Unie.
Omdat de DUP de gedoogpartner was van de regering van premier Theresa May, was het lastig voor May om met de Europese Unie te onderhandelen. Een speciale status voor de Noord-Ieren zou het namelijk eenvoudiger maken om de grens tussen Noord-Ierland en Ierland open te houden, een van de bepalingen van het Goedevrijdagakkoord. De DUP was fel gekant tegen de voorgestelde Backstop, onderdeel van het door May voorgestelde verdrag met de Europese Unie. De backstop hield in dat Noord-Ierland, anders dan de rest van het Verenigd Koninkrijk, zich aan EU-regelgeving zou moeten houden.  Toen May in 2018 haar originele Brexit-deal presenteerde ging de DUP hier niet mee akkoord. Ook in maart 2019, vlak voor de originele uittredingsdatum van het Verenigd Koninkrijk uit de Europese Unie, gaf de DUP geen steun voor de deal van May.
Ook May's opvolger Boris Johnson ging echter akkoord met een constructie waarbij Noord-Ierland wat betreft kwaliteits- en veiligheidseisen voor goederen en BTW-tarieven aansluiting zou houden bij de regelgeving in de EU; voor de rest van het Verenigd Koninkrijk zou dit niet gelden. Douanecontroles zouden door deze constructie niet aan de grens tussen Noord-Ierland en Ierland worden uitgevoerd, maar voordat goederen Noord-Ierland binnen zouden komen  (''de grens in de Ierse Zee'). Bij de Lagerhuisverkiezingen van 12 december 2019 behaalden de Conservatieven een meerderheid waardoor ze niet meer afhankelijk waren van de steun van de DUP en de regeling betreffende Noord-Ierland werd ingevoerd. De DUP heeft aangegeven zich tegen deze constructie te zullen verzetten.

#### Sociaal beleid
De DUP heeft een 30 punten plan, waarin veel van hun sociale standpunten staan. Zo wil de partij meer banen creëren en het inkomen van mensen laten stijgen, betere gezondheidszorg, een onderwijssysteem waarin ieder kind de kans krijgt om succesvol te worden en hard werk te belonen. Daarnaast roept de partij op tot het 'heropbouwen van Noord-Ierland, veilige straten en een beter rechtssysteem, een sterkere samenleving en het stelt zich op als 'de vriend van de boeren'.
De partij heeft ook een aantal controversiële sociale standpunten. Ten eerste is de DUP tegen rechten voor LGBT'ers in Noord Ierland. Zo heeft een enquête uit 2014 uitgewezen dat twee derde van de partijleden vindt dat homoseksualiteit fout is. De partij heeft de legalisering van het homohuwelijk in Noord Ierland gevetood, waardoor Noord Ierland de enige regio in het Verenigd Koninkrijk is waar het homohuwelijk verboden is. De partij heeft verder geprobeerd om een gezondheidsclausule te introduceren in de Noord Ierse wetgeving. Dit zou bedrijven de vrijheid geven om het leveren van bepaalde diensten te weigeren als dit tegen hun religie in gaat. In praktijk kan dit beteken dat sommige bedrijven bepaalde groepen, zoals homoseksuelen, kunnen uitsluiten voor bepaalde diensten.
Een ander controversieel standpunt van de partij is het standpunt over abortus. De DUP stelt 'pro life' te zijn en leden hebben dan ook campagne gevoerd tegen de uitbreiding van abortusrechten in Noord-Ierland. Partijleider van Sinn Fèin Michelle O'Neill stelde dat de gedoogconstructie die de conservatieven hadden met de DUP, een partij met een antiabortusstandpunt, de uitbreiding van abortusrechten in het gehele Verenigd Koninkrijk blokkeerde.  In juni 2019 bepaalde het Britse Lagerhuis dat abortus ook in Noord-Ierland legaal zou worden, tenzij er voor 21 oktober 2019 een nieuwe Noord-Ierse regering zou zijn gevormd. (Het was sinds de verkiezingen voor de Noord-Ierse assemblee in 2017 niet gelukt om zo'n regering te vormen). Toen dat niet lukte werd de Noord-Ierse abortuswetgeving vanuit Westminster gewijzigd. De DUP streeft ernaar deze wetswijziging terug te draaien.